# Roepera schreiberiana
Roepera schreiberiana är en pockenholtsväxtart som först beskrevs av Merxm. & Giess, och fick sitt nu gällande namn av Beier & Thulin. Roepera schreiberiana ingår i släktet Roepera och familjen pockenholtsväxter. Inga underarter finns listade i Catalogue of Life.